# Căbești, Hunedoara
Căbești este un sat în comuna Brănișca din județul Hunedoara, Transilvania, România.
Referitor la Villa rustica (sat locuit) indicată mai jos. În perioada 1935-1937 au fost făcute săpături sub îndrumarea istoricului Octavian Floca în punctul Coasta Varului, lângă izvorul Apa rece (care pentru localizare este în capătul de nord a satului la cca 2-300 m de casa lui Popa Victor, (casă care încă mai există), dar urme vizibile care să ateste ceva nu mai există decât o coastă cu piatră de calcar, (un stean), unde au fost descoperite niște țevi de lut, si ceva urme de ceramică, conform: Sargeția 1.  

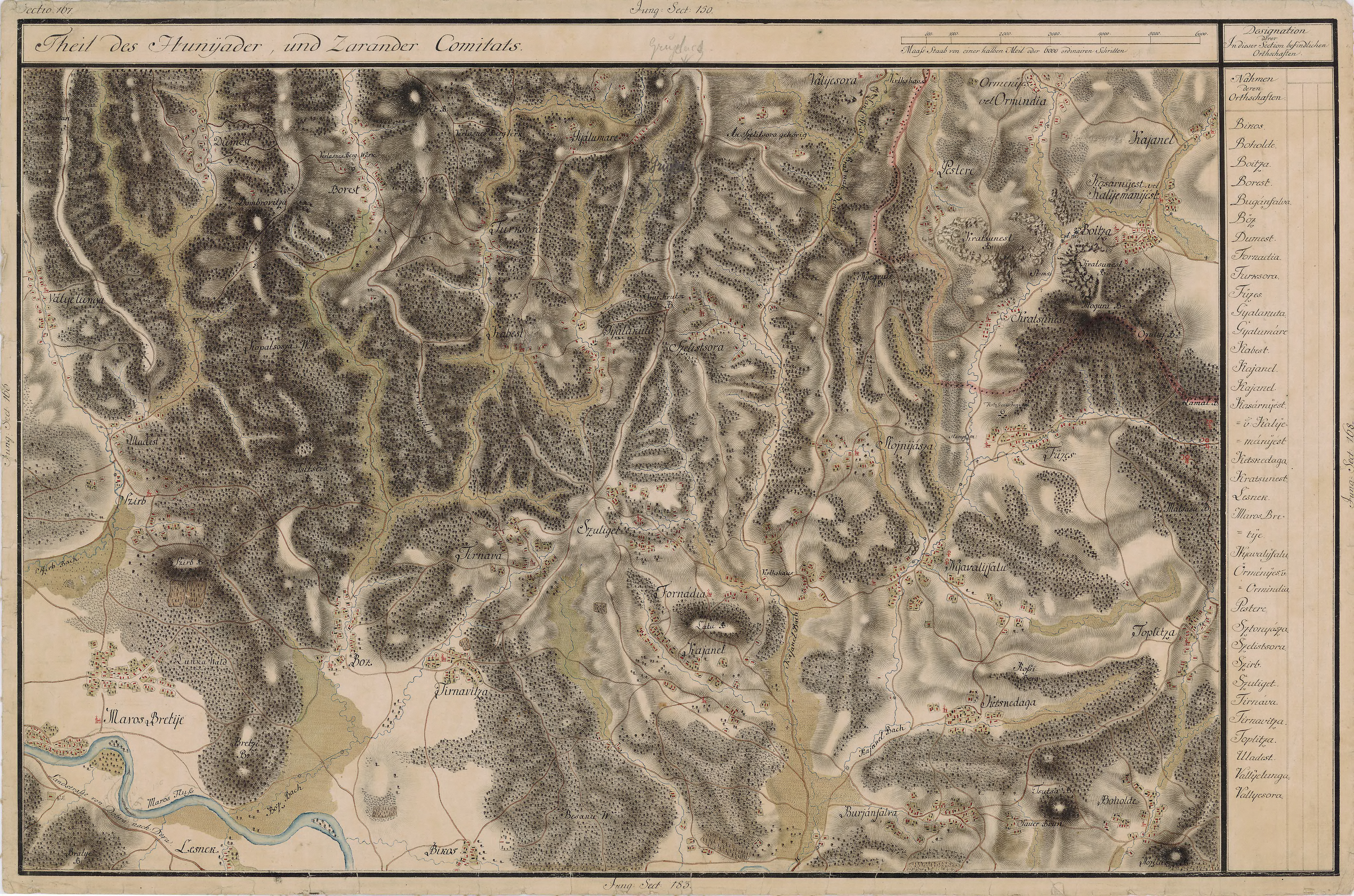
Căbești în Harta Iosefină a Transilvaniei, 1769-1773